# Stazione di Toscano (1990)
La stazione di Toscano è una stazione ferroviaria a servizio del paese di Toscano. Si trova sulla linea Jonica.

## Storia
È stata creata negli anni '90 per sostituire l'ex stazione di Toscano, situata circa 300 metri più a est, rimasta attiva solo nel periodo estivo.
L'attuale stazione sorge in un ex casello ferroviario sito in una strada complanare alla SS 106 Jonica.

## Movimento

### Trasporto regionale
La stazione è servita da treni Regionali che collegano la stazione con:
- Sibari

- Catanzaro Lido
- Crotone

- Lamezia Terme Centrale (via Catanzaro Lido)

I treni del trasporto regionale vengono effettuati con ALn 663, ALn 668 in singolo e doppio elemento, vengono anche utilizzati i treni ATR.220 Swing.